# Mnich-Ośrodek
Mnich-Ośrodek – wieś w Polsce położona w województwie łódzkim, w powiecie kutnowskim, w gminie Oporów.
W latach 1954–1959 wieś należała i była siedzibą władz gromady Mnich, po jej zniesieniu w gromadzie Oporów. W latach 1975–1998 miejscowość administracyjnie należała do województwa płockiego.
W bezpośrednim sąsiedztwie wsi znajduje się cmentarzysko kurhanowe z okresu I do IV wieku n.e.
Od 1399 w miejscowości znajduje się rzymskokatolicka parafia św. Joachima.
W czasie kampanii wrześniowej stacjonował tu III/3 dywizjon myśliwski.

## Zabytki
Według rejestru zabytków Narodowego Instytutu Dziedzictwa na listę zabytków wpisane są obiekty:
- kościół parafialny pw. Wniebowzięcia NMP, XVI w., XIX w., nr rej.: 494 z 10.04.1979:
- cmentarz kościelny, jw.
- cmentarz, 1776, nr rej.: 495 z 10.04.1979
- kaplica, nr rej.: jw.
- zespół dworski, poł. XIX w., nr rej.: 485 z 9.04.1979:
  - dwór
  - park